# Vårt Moldavien
Vårt Moldavien (Partidul Alianţă Moldova Noastră) var ett socialliberalt parti i Moldavien, bildat den 19 juli 2003 genom samgående mellan de fyra partierna Moldaviens socialdemokratiska allians, Partidului Liberal, Oberoende alliansen och Folkdemokratiska partiet.
I parlamentsvalet den 6 mars 2005 var partiet en del av valalliansen Demokratiskt Moldavien.
Efter valet sprack alliansen och Vårt Moldavien bildade sin egen parlamentsgrupp med 23 ledamöter.
Efter kommunistpartiets valseger våren 2009 anklagade Vårt Moldavien regeringen för valfusk och krävde nyval.  Ett sådant genomfördes också i juli samma år. 

Vårt Moldavien miste då väljarstöd och erövrade endast sju mandat. Men tillsammans med tre större partier lyckades man forma en ickesocialistisk regeringskoalition (Europeiska integrationsalliansen) som dock inte fick tillräcklig majoritet för att kunna utse landets president. Detta konstitutionella dödläge resulterade i ett nyval den 28 november 2010, där Vårt Moldavien misslyckades med att klara fyraprocentsspärren och därmed miste sin parlamentariska representation. 
2011 upplöste man därför partiet och uppgick i Moldaviens liberaldemokratiska parti.